# Tex Gibbons
John Haskell Gibbons (Elk City, Oklahoma, 7 de octubre de 1907-La Habra, California, 30 de mayo de 1984), más conocido como Tex Gibbons, fue un baloncestista estadounidense. Con 1,85 m de estatura, su puesto natural en la cancha era el de alero. Fue campeón olímpico con Estados Unidos en los Juegos Olímpicos de Berlín de 1936.